# Ricky Carmichael
Ricky Carmichael (* 27. November 1979 in Clearwater, Florida) ist ein US-amerikanischer Rennfahrer.

## Leben
Carmichael begann seine Karriere bereits im Alter von drei Jahren mit Motocross. Im Anschluss an seine Amateurkarriere wurde er 1996 Profi auf Kawasaki. In der 1996er Saison wurde er in der Gesamtwertung Achter, was ihm den Titel "Rookie of the Year" einbrachte. In der Folge gewann er alle Meisterschaften, an denen er teilnahm.
Im Jahr 2002 wechselte er zu Honda; nach anfänglichen Problemen in der Supercross Meisterschaft gewann er dann die National Outdoor Meisterschaft in Form einer "Perfect Season" (jeden Lauf des Jahres gewonnen) und ist damit der erste Fahrer, dem dies gelang. Eine weitere "Perfect Season" folgte 2004.
Im Jahr 2005 wechselte er dann zu Suzuki, einem Team, welches seit längerer Zeit ohne Titelgewinne geblieben war. Trotzdem gelang es ihm erneut, beide Titel einzufahren. 2006 waren bis zum letzten Rennen in Las Vegas Ricky Carmichael, James Stewart und Chad Reed in Reichweite des Titelgewinns. Letztlich gewann Carmichael mit 2 Punkten Vorsprung vor James Stewart den AMA Supercross Titel. 2005 und 2007 gewann Carmichael mit dem Team USA das Motocross of Nations.
Ende des Jahres 2006 unterschrieb er einen Drei-Jahres-Vertrag, welcher ihm den Einstieg in die NASCAR erlauben sollte. Insgesamt hat er über 100 AMA-Siege erlangen können.
Die Saison 2008 verbrachte Carmichael in der NASCAR Camping World East Series. Dabei erzielte er in 13 Rennen acht Top-10-Platzierungen und wurde mit dem Most Popular Driver Award ausgezeichnet. Im Jahre 2009 nahm er an Rennen der NASCAR Camping World Truck Series teil, erzielte zwei Top-10-Platzierungen in 18 Rennen und erhielt auch in dieser Serie den Most Popular Driver Award.

## Statistik

### Erfolge
- 1997 AMA 125 National Champion (Kawasaki)
- 1998 AMA 125 East Coast SX Champion (Kawasaki)
- 1998 AMA 125 National Champion (Kawasaki)
- 1999 AMA 125 National Champion (Kawasaki)
- 2000 AMA 250 National Champion (Kawasaki)
- 2000 U.S. Open of Supercross (Kawasaki)
- 2001 AMA 250 Supercross Champion (Kawasaki)
- 2001 AMA 250 National Champion (Kawasaki)
- 2001 U.S. Open of Supercross (Honda)
- 2002 AMA 250 Supercross Champion (Honda)
- 2002 AMA 250 National Champion (Honda)
- 2003 AMA 250 Supercross Champion (Honda)
- 2003 AMA 250 National Champion (Honda)
- 2004 AMA 250 National Champion (Honda)
- 2005 AMA 250 Supercross Champion (Suzuki)
- 2005 AMA 250 National Champion (Suzuki)
- 2005 WSXGP 250 Supercross Champion (Suzuki)
- 2005 MXoN Champion (Team USA) (Suzuki)
- 2005 U.S. Open of Supercross (Suzuki)
- 2006 AMA Supercross Champion (Suzuki)
- 2006 AMA Motocross Champion (Suzuki)
- 2007 MXoN Champion (Team USA) (Suzuki)
- 2007 The GOAT-Greatest of all Times

### Ehrungen
- Aufnahme in die Motorcycle Hall of Fame[1]